# أندرو والترز
أندرو والترز (بالإنجليزية: Scot Walters)‏ هو مهندس أمريكي، ولد في 18 نوفمبر 1967 في كورنيليوس في الولايات المتحدة.